# Андреапольский муниципальный округ
Андреа́польский муниципа́льный о́круг  —  административно-территориальная единица и одноимённое муниципальное образование (муниципальный округ) на западе Тверской области России.
Административный центр — город Андреаполь, наделён статусом города окружного значения.

## География
Площадь территории — 3051 км².
Фауна округа включает в себя бурых медведей, куниц, норок, рысей, выдр, бобров, лосей, кабанов, лисиц и волков. В округе обитает 195 видов птиц. Флора округа насчитывает более 100 видов растений.
На территории округа расположено 135 озёр доледникового, тектонического и карстового происхождения а так же более 50 рек. Крупнейшими озёрами является Бросно (7.2 км²) и озеро Лучанское (10 км²), имеющие рекреационный потенциал.
На территории округа частично расположен Центрально-Лесной биосферный заповедник а так же лесном массиве Оковского леса.

### Расположение
Округ граничит:
- на севере с Холмским районом Новгородской области;
- на северо-востоке с Пеновским округомТверской области;
- на востоке с Селижаровским округом Тверской области;
- на юго-востоке с Нелидовским округом Тверской области;
- на юге с Западнодвинским округом Тверской области;
- на западе с Торопецким округом Тверской области.

Основные реки — Западная Двина, Волкота, Торопа, Нетесьма и Жукопа.

## История
- Район был образован в 1927 году, как Ленинский в составе Великолукского округа Ленинградской области, с административным центром в селе Хотилицы.
- В 1928 году центр Ленинского района был переведён из села Хотилицы в село Андреаполь.
- С 1929 по 1935 год Ленинский район входил в состав Западной области.
- В 1935 году Ленинский район вошёл в состав Калининской области.
- В 1936 году образован Серёжинский район (центр — село Бологово).
- В 1938 году село Андреаполь преобразовано в рабочий посёлок.
- С 1 сентября по 7 октября 1941 года частично, а затем полностью до 16 января 1942 года территория Ленинского района была оккупирована немецкими войсками. На территории района действовало два партизанских отряда: Ленинский и Сережинский.
- 16 января 1942 года войска 3-й и 4-й ударных армий освободили территорию района.
- В 1944 году Ленинский и Сережинский районы вошли во вновь образованную Великолукскую область.
- В 1957 году Ленинский и Сережинский районы вновь вошли в состав Калининской области.
- В 1960 году был упразднён Сережинский район, а часть его территории включена в Ленинский район[5].
- С начала 1963 года по январь 1965 года, во время неудавшейся всесоюзной реформы по делению на сельские и промышленные районы и парторганизации, в соответствии с решениями ноябрьского (1962 года) пленума ЦК КПСС «о перестройке партийного руководства народным хозяйством», Ленинский район был упразднён, его территория входила в состав Торопецкого сельского района, в январе 1965 года район был восстановлен с центром в посёлке Андреаполь, как Андреапольский район .
- 29 марта 1999 года Решением Собрания депутатов района утверждён герб Андреапольского района.

В июне 2019 года Андреапольский муниципальный район был упразднён, а все входившие в его состав городское и сельские поселения Законом Тверской области от 13 июня 2019 года были объединены в новое муниципальное образование — Андреапольский муниципальный округ.
В рамках административно-территориального устройства области, Андреапольский район также был упразднён, а на его территории образована административно-территориальная единица округ.

## Население
| 1939    | 1959    | 1970    | 1979    | 1989    | 2002    | 2006    | 2009    | 2010    |
| ------- | ------- | ------- | ------- | ------- | ------- | ------- | ------- | ------- |
| 27 783  | ↘21 415 | ↗27 538 | ↘19 308 | ↘17 900 | ↘16 213 | ↘15 000 | ↘13 970 | ↘13 756 |
| 2011    | 2012    | 2013    | 2014    | 2015    | 2016    | 2017    | 2018    | 2019    |
| ↘13 664 | ↘12 819 | ↘12 401 | ↘11 967 | ↘11 572 | ↘11 323 | ↘11 122 | ↘10 863 | ↘10 672 |
| 2020    | 2021    |         |         |         |         |         |         |         |
| ↘10 446 | ↗10 471 |         |         |         |         |         |         |         |

### Урбанизация
В городских условиях (город Андреаполь) проживают 66.43 % населения района.

### Национальный состав
По итогам переписи населения 2020 года проживали следующие национальности (национальности менее 0,1 % и другое, см. в сноске к строке «Другие»):
| Национальность | Численность, чел. | Доля     |
| -------------- | ----------------- | -------- |
| Русские        | 10 135            | 96,79 %  |
| Украинцы       | 54                | 0,52 %   |
| Другие         | 282               | 2,69 %   |
| Итого          | 10 471            | 100,00 % |

## Административно-муниципальное устройство до 2019 года
В 2006-2019 годах в Андреапольский район, с точки зрения административно-территориального устройства области, входило 8 поселений.
С точки зрения муниципального устройства, входило 8 муниципальных образований, в том числе 1 городское и 7 сельских поселений:
| №        | Муниципальное образование         | Административный центр | Количество населённых пунктов | Население (чел.) | Площадь (км²) |
| -------- | --------------------------------- | ---------------------- | ----------------------------- | ---------------- | ------------- |
| 1e-06    | Городские поселения:              |                        |                               |                  |               |
| 1        | город Андреаполь                  | город Андреаполь       | 1                             | ↘6955            | 13,14         |
| 1.000002 | Сельские поселения:               |                        |                               |                  |               |
| 2        | Аксёновское сельское поселение    | деревня Аксёново       | 34                            | ↘168             | 2,96          |
| 3        | Андреапольское сельское поселение | деревня Имение         | 56                            | ↘1976            | 7,50          |
| 4        | Бологовское сельское поселение    | посёлок Бологово       | 24                            | ↘478             | 3,84          |
| 5        | Волокское сельское поселение      | деревня Волок          | 35                            | ↗293             | 4,26          |
| 6        | Луговское сельское поселение      | деревня Луги           | 36                            | ↘270             | 4,22          |
| 7        | Торопацкое сельское поселение     | село Торопаца          | 34                            | ↘232             | 2,65          |
| 8        | Хотилицкое сельское поселение     | село Хотилицы          | 31                            | ↘300             | 2,55          |

### Населённые пункты
В Андреапольском муниципальном округе 251 населённый пункт.
| №   | Населённый пункт | Тип     | Население | Муниципальное образование (до 2019 года) |
| --- | ---------------- | ------- | --------- | ---------------------------------------- |
| 1   | Абаканово        | деревня | ↗1        | Торопацкое сельское поселение            |
| 2   | Абросимово       | деревня | ↘0        | Аксёновское сельское поселение           |
| 3   | Акатово          | деревня | ↘1        | Бологовское сельское поселение           |
| 4   | Аксёново         | деревня | ↘48       | Аксёновское сельское поселение           |
| 5   | Алексеево        | деревня | →0        | Андреапольское сельское поселение        |
| 6   | Алексеевское     | деревня | →0        | Бологовское сельское поселение           |
| 7   | Алексино         | деревня | ↘1        | Луговское сельское поселение             |
| 8   | Амосово          | деревня | ↘8        | Луговское сельское поселение             |
| 9   | Ананино          | деревня | →0        | Аксёновское сельское поселение           |
| 10  | Андреаполь       | город   | ↗6956     | городское поселение город Андреаполь     |
| 11  | Андроново        | деревня | ↘1        | Аксёновское сельское поселение           |
| 12  | Андроново        | деревня | ↘11       | Волокское сельское поселение             |
| 13  | Анихоново        | деревня | ↘1        | Луговское сельское поселение             |
| 14  | Антаново         | деревня | →1        | Торопацкое сельское поселение            |
| 15  | Антоново         | деревня | ↗10       | Волокское сельское поселение             |
| 16  | Аристово         | деревня | ↘0        | Андреапольское сельское поселение        |
| 17  | Базуево          | деревня | ↘1        | Луговское сельское поселение             |
| 18  | Баканово         | деревня | ↘7        | Торопацкое сельское поселение            |
| 19  | Баранька         | деревня | ↘14       | Луговское сельское поселение             |
| 20  | Бахарево         | деревня | →0        | Аксёновское сельское поселение           |
| 21  | Башево           | деревня | →0        | Андреапольское сельское поселение        |
| 22  | Белавино         | деревня | ↘1        | Хотилицкое сельское поселение            |
| 23  | Бели             | деревня | ↗49       | Торопацкое сельское поселение            |
| 24  | Белогубово       | деревня | ↘1        | Хотилицкое сельское поселение            |
| 25  | Бенек            | деревня | ↘9        | Волокское сельское поселение             |
| 26  | Березово         | деревня | →0        | Андреапольское сельское поселение        |
| 27  | Берчиково        | деревня | ↘0        | Луговское сельское поселение             |
| 28  | Бобровец         | деревня | ↘145      | Андреапольское сельское поселение        |
| 29  | Бологово         | посёлок | ↘575      | Бологовское сельское поселение           |
| 30  | Болотово         | деревня | ↘56       | Аксёновское сельское поселение           |
| 31  | Большое Вдовино  | деревня | ↘1        | Андреапольское сельское поселение        |
| 32  | Борзово          | деревня | ↘1        | Волокское сельское поселение             |
| 33  | Борок            | деревня | ↘1        | Хотилицкое сельское поселение            |
| 34  | Боталы           | деревня | ↘0        | Волокское сельское поселение             |
| 35  | Бросно           | деревня | →0        | Волокское сельское поселение             |
| 36  | Быстри           | деревня | ↘8        | Волокское сельское поселение             |
| 37  | Величково        | деревня | ↘41       | Луговское сельское поселение             |
| 38  | Велье            | деревня | →0        | Андреапольское сельское поселение        |
| 39  | Верхний Аполец   | деревня | ↘0        | Аксёновское сельское поселение           |
| 40  | Ветошки          | деревня | →0        | Бологовское сельское поселение           |
| 41  | Внуково          | деревня | ↗14       | Аксёновское сельское поселение           |
| 42  | Володькино       | деревня | ↘1        | Луговское сельское поселение             |
| 43  | Волок            | деревня | ↗121      | Волокское сельское поселение             |
| 44  | Воронино         | деревня | →0        | Хотилицкое сельское поселение            |
| 45  | Воскресенское    | село    | ↘65       | Хотилицкое сельское поселение            |
| 46  | Выползово        | деревня | ↘16       | Волокское сельское поселение             |
| 47  | Гладкий Лог      | деревня | ↘17       | Андреапольское сельское поселение        |
| 48  | Глухарево        | деревня | →0        | Андреапольское сельское поселение        |
| 49  | Голенищево       | деревня | ↘1        | Луговское сельское поселение             |
| 50  | Горбухино        | деревня | ↘6        | Бологовское сельское поселение           |
| 51  | Горицы           | деревня | ↘66       | Волокское сельское поселение             |
| 52  | Горка            | деревня | ↘77       | Луговское сельское поселение             |
| 53  | Горки            | деревня | ↘0        | Волокское сельское поселение             |
| 54  | Горки            | деревня | ↘6        | Хотилицкое сельское поселение            |
| 55  | Горняя           | деревня | ↘0        | Торопацкое сельское поселение            |
| 56  | Гостилиха        | деревня | →0        | Хотилицкое сельское поселение            |
| 57  | Гречишниково     | деревня | ↘1        | Луговское сельское поселение             |
| 58  | Грибель          | деревня | ↘0        | Аксёновское сельское поселение           |
| 59  | Гусары           | деревня | ↘11       | Андреапольское сельское поселение        |
| 60  | Гущино           | деревня | ↘1        | Волокское сельское поселение             |
| 61  | Демехово         | деревня | ↘0        | Бологовское сельское поселение           |
| 62  | Денисово         | деревня | ↘0        | Луговское сельское поселение             |
| 63  | Дербень          | деревня | ↗1        | Бологовское сельское поселение           |
| 64  | Дешково          | деревня | →0        | Торопацкое сельское поселение            |
| 65  | Дешково          | хутор   | ↘0        | Торопацкое сельское поселение            |
| 66  | Дмитрово         | деревня | ↘33       | Волокское сельское поселение             |
| 67  | Донское          | деревня | ↘1        | Андреапольское сельское поселение        |
| 68  | Дорофеево        | деревня | ↘1        | Луговское сельское поселение             |
| 69  | Думино           | деревня | ↘19       | Луговское сельское поселение             |
| 70  | Дядькино         | деревня | ↘16       | Волокское сельское поселение             |
| 71  | Екатеринино      | деревня | ↘0        | Аксёновское сельское поселение           |
| 72  | Ерохино          | деревня | ↗1        | Андреапольское сельское поселение        |
| 73  | Жаберо           | деревня | ↘0        | Андреапольское сельское поселение        |
| 74  | Жельно           | деревня | ↘20       | Торопацкое сельское поселение            |
| 75  | Житово           | деревня | →0        | Хотилицкое сельское поселение            |
| 76  | Жоготово         | деревня | ↘1        | Бологовское сельское поселение           |
| 77  | Жуково           | деревня | ↘25       | Торопацкое сельское поселение            |
| 78  | Жукопа           | посёлок | ↘18       | Луговское сельское поселение             |
| 79  | Забежня          | деревня | →0        | Андреапольское сельское поселение        |
| 80  | Заболотье        | деревня | ↘22       | Аксёновское сельское поселение           |
| 81  | Заболотье        | деревня | →0        | Андреапольское сельское поселение        |
| 82  | Заборовье        | деревня | →1        | Волокское сельское поселение             |
| 83  | Загозье          | деревня | ↘9        | Андреапольское сельское поселение        |
| 84  | Замошье          | деревня | ↘7        | Торопацкое сельское поселение            |
| 85  | Заноги           | деревня | ↘1        | Волокское сельское поселение             |
| 86  | Заозерье         | деревня | →0        | Торопацкое сельское поселение            |
| 87  | Заозерье         | деревня | ↘9        | Торопацкое сельское поселение            |
| 88  | Заселица         | деревня | ↘8        | Торопацкое сельское поселение            |
| 89  | Захарино         | деревня | ↘0        | Луговское сельское поселение             |
| 90  | Зеленогорское    | деревня | ↘11       | Андреапольское сельское поселение        |
| 91  | Игнатово         | деревня | →0        | Хотилицкое сельское поселение            |
| 92  | Игнашево         | деревня | →0        | Аксёновское сельское поселение           |
| 93  | Имение           | деревня | ↗243      | Андреапольское сельское поселение        |
| 94  | Кашино           | деревня | ↘0        | Аксёновское сельское поселение           |
| 95  | Квашня           | деревня | ↘0        | Луговское сельское поселение             |
| 96  | Кленица          | деревня | ↘1        | Торопацкое сельское поселение            |
| 97  | Кликуново        | деревня | →0        | Андреапольское сельское поселение        |
| 98  | Ключевое         | деревня | ↘1        | Андреапольское сельское поселение        |
| 99  | Ковердяево       | деревня | →0        | Хотилицкое сельское поселение            |
| 100 | Козлово          | деревня | ↘189      | Андреапольское сельское поселение        |
| 101 | Козлово Село     | деревня | ↗5        | Торопацкое сельское поселение            |
| 102 | Коковино         | деревня | →0        | Андреапольское сельское поселение        |
| 103 | Колотилово       | деревня | →0        | Волокское сельское поселение             |
| 104 | Конаи            | деревня | ↘1        | Бологовское сельское поселение           |
| 105 | Копытово         | деревня | ↘0        | Аксёновское сельское поселение           |
| 106 | Копытово         | деревня | ↘6        | Андреапольское сельское поселение        |
| 107 | Кордон           | хутор   | ↗1        | Торопацкое сельское поселение            |
| 108 | Корнилово        | деревня | →0        | Торопацкое сельское поселение            |
| 109 | Коробаново       | деревня | ↘15       | Андреапольское сельское поселение        |
| 110 | Коростино        | деревня | →0        | Торопацкое сельское поселение            |
| 111 | Костюшино        | деревня | ↘12       | Андреапольское сельское поселение        |
| 112 | Костюшино        | посёлок | ↘959      | Андреапольское сельское поселение        |
| 113 | Кочергино        | деревня | →0        | Андреапольское сельское поселение        |
| 114 | Красное Лядо     | деревня | ↘0        | Аксёновское сельское поселение           |
| 115 | Кремено          | деревня | →41       | Андреапольское сельское поселение        |
| 116 | Крест            | деревня | ↘1        | Волокское сельское поселение             |
| 117 | Крючково         | деревня | ↘61       | Аксёновское сельское поселение           |
| 118 | Кузнецово        | деревня | ↘21       | Волокское сельское поселение             |
| 119 | Кунавино         | деревня | ↘27       | Бологовское сельское поселение           |
| 120 | Курово           | деревня | ↘246      | Андреапольское сельское поселение        |
| 121 | Курцево          | деревня | ↗12       | Торопацкое сельское поселение            |
| 122 | Кушниково        | деревня | ↘5        | Бологовское сельское поселение           |
| 123 | Лёнькино         | деревня | →0        | Хотилицкое сельское поселение            |
| 124 | Литвиново        | деревня | →0        | Торопацкое сельское поселение            |
| 125 | Лобно            | деревня | →0        | Хотилицкое сельское поселение            |
| 126 | Ломинское        | село    | ↘0        | Волокское сельское поселение             |
| 127 | Лохово           | деревня | ↘1        | Бологовское сельское поселение           |
| 128 | Лубенькино       | посёлок | ↘65       | Андреапольское сельское поселение        |
| 129 | Луги             | деревня | ↘114      | Луговское сельское поселение             |
| 130 | Лукьяново        | деревня | ↘0        | Луговское сельское поселение             |
| 131 | Лутки            | деревня | ↘0        | Хотилицкое сельское поселение            |
| 132 | Лучки            | деревня | ↘0        | Торопацкое сельское поселение            |
| 133 | Любино           | деревня | ↘105      | Волокское сельское поселение             |
| 134 | Ляхово           | деревня | ↘1        | Хотилицкое сельское поселение            |
| 135 | Малахово         | деревня | ↗8        | Хотилицкое сельское поселение            |
| 136 | Малое Вдовино    | деревня | →0        | Андреапольское сельское поселение        |
| 137 | Мануйлово        | деревня | ↘1        | Луговское сельское поселение             |
| 138 | Марьино          | деревня | ↘0        | Хотилицкое сельское поселение            |
| 139 | Микшино          | деревня | ↘17       | Волокское сельское поселение             |
| 140 | Милавино         | деревня | →6        | Андреапольское сельское поселение        |
| 141 | Мишутино         | деревня | ↗6        | Торопацкое сельское поселение            |
| 142 | Можаево          | деревня | ↘23       | Луговское сельское поселение             |
| 143 | Молодушкино      | деревня | ↘1        | Луговское сельское поселение             |
| 144 | Молохово         | деревня | ↘8        | Луговское сельское поселение             |
| 145 | Монастьево       | деревня | →0        | Андреапольское сельское поселение        |
| 146 | Монино           | деревня | ↗19       | Хотилицкое сельское поселение            |
| 147 | Мошки            | деревня | ↘1        | Хотилицкое сельское поселение            |
| 148 | Мурзино          | деревня | ↘0        | Аксёновское сельское поселение           |
| 149 | Мухино           | деревня | ↘0        | Аксёновское сельское поселение           |
| 150 | Мылохово         | деревня | ↘7        | Бологовское сельское поселение           |
| 151 | Мякишево         | деревня | ↘50       | Аксёновское сельское поселение           |
| 152 | Немково          | деревня | ↘7        | Бологовское сельское поселение           |
| 153 | Нетесьма         | деревня | ↘0        | Луговское сельское поселение             |
| 154 | Нивки            | деревня | ↘21       | Аксёновское сельское поселение           |
| 155 | Новая            | деревня | →0        | Хотилицкое сельское поселение            |
| 156 | Новики           | деревня | ↗1        | Торопацкое сельское поселение            |
| 157 | Новое Подвязье   | деревня | ↘18       | Андреапольское сельское поселение        |
| 158 | Новое Село       | деревня | ↘100      | Андреапольское сельское поселение        |
| 159 | Новокруглое      | деревня | ↘1        | Волокское сельское поселение             |
| 160 | Ново-Русаново    | деревня | →0        | Торопацкое сельское поселение            |
| 161 | Новосёлки        | деревня | →0        | Волокское сельское поселение             |
| 162 | Новоследово      | деревня | ↘1        | Волокское сельское поселение             |
| 163 | Новотихвинское   | деревня | ↘1        | Андреапольское сельское поселение        |
| 164 | Ноздрино         | деревня | →0        | Аксёновское сельское поселение           |
| 165 | Обруб            | деревня | ↘1        | Андреапольское сельское поселение        |
| 166 | Овсянкино        | деревня | ↘1        | Аксёновское сельское поселение           |
| 167 | Ольховец         | деревня | →0        | Торопацкое сельское поселение            |
| 168 | Орехово          | деревня | ↘17       | Хотилицкое сельское поселение            |
| 169 | Ососово          | деревня | ↘1        | Волокское сельское поселение             |
| 170 | Паново           | деревня | ↘6        | Бологовское сельское поселение           |
| 171 | Паньково         | деревня | ↘6        | Аксёновское сельское поселение           |
| 172 | Паршино          | деревня | ↘23       | Бологовское сельское поселение           |
| 173 | Пашково          | деревня | ↘1        | Хотилицкое сельское поселение            |
| 174 | Пересыпница      | деревня | →0        | Бологовское сельское поселение           |
| 175 | Пестово          | деревня | ↘11       | Аксёновское сельское поселение           |
| 176 | Пестово          | деревня | ↘6        | Луговское сельское поселение             |
| 177 | Песчаха          | деревня | ↘1        | Волокское сельское поселение             |
| 178 | Петрачиха        | деревня | →0        | Луговское сельское поселение             |
| 179 | Петрово          | деревня | ↘1        | Бологовское сельское поселение           |
| 180 | Плаксино         | деревня | ↘0        | Луговское сельское поселение             |
| 181 | Плаужница        | деревня | ↘1        | Хотилицкое сельское поселение            |
| 182 | Плешково         | деревня | ↘12       | Аксёновское сельское поселение           |
| 183 | Подберезье       | деревня | ↗6        | Торопацкое сельское поселение            |
| 184 | Пожар            | деревня | ↘6        | Торопацкое сельское поселение            |
| 185 | Поспелое         | деревня | ↘1        | Хотилицкое сельское поселение            |
| 186 | Потаракино       | деревня | ↘0        | Аксёновское сельское поселение           |
| 187 | Прудишенка       | деревня | →0        | Хотилицкое сельское поселение            |
| 188 | Пужакино         | деревня | →0        | Бологовское сельское поселение           |
| 189 | Пузаново         | деревня | →0        | Торопацкое сельское поселение            |
| 190 | Раменье          | деревня | →0        | Андреапольское сельское поселение        |
| 191 | Ратное           | деревня | →0        | Хотилицкое сельское поселение            |
| 192 | Рахново          | деревня | ↘0        | Волокское сельское поселение             |
| 193 | Ревякино         | деревня | ↘8        | Луговское сельское поселение             |
| 194 | Рексово          | деревня | ↘1        | Андреапольское сельское поселение        |
| 195 | Речка            | деревня | →5        | Аксёновское сельское поселение           |
| 196 | Рогово           | деревня | ↘184      | Андреапольское сельское поселение        |
| 197 | Роголево         | деревня | ↘1        | Аксёновское сельское поселение           |
| 198 | Родионово        | деревня | →1        | Луговское сельское поселение             |
| 199 | Роженка          | деревня | ↘17       | Андреапольское сельское поселение        |
| 200 | Ручьи            | деревня | →0        | Торопацкое сельское поселение            |
| 201 | Рябинец          | деревня | →0        | Волокское сельское поселение             |
| 202 | Савино           | деревня | ↘1        | Волокское сельское поселение             |
| 203 | Селино           | деревня | →0        | Луговское сельское поселение             |
| 204 | Семехино         | деревня | ↘0        | Бологовское сельское поселение           |
| 205 | Серёжино         | деревня | ↘0        | Андреапольское сельское поселение        |
| 206 | Симонка          | деревня | ↘1        | Хотилицкое сельское поселение            |
| 207 | Синичино         | деревня | ↗1        | Андреапольское сельское поселение        |
| 208 | Синцово          | деревня | →0        | Андреапольское сельское поселение        |
| 209 | Синьково         | деревня | ↘1        | Волокское сельское поселение             |
| 210 | Скреты           | деревня | ↘0        | Андреапольское сельское поселение        |
| 211 | Скудино          | деревня | ↘81       | Аксёновское сельское поселение           |
| 212 | Соболево         | деревня | ↘20       | Андреапольское сельское поселение        |
| 213 | Сосновец         | деревня | →0        | Бологовское сельское поселение           |
| 214 | Спиридово        | деревня | ↘84       | Хотилицкое сельское поселение            |
| 215 | Старая           | деревня | →0        | Торопацкое сельское поселение            |
| 216 | Стариково        | деревня | ↘0        | Аксёновское сельское поселение           |
| 217 | Старинка         | деревня | ↘1        | Аксёновское сельское поселение           |
| 218 | Старково         | деревня | ↗9        | Аксёновское сельское поселение           |
| 219 | Старое Подвязье  | деревня | ↘1        | Андреапольское сельское поселение        |
| 220 | Стеклино         | деревня | →1        | Волокское сельское поселение             |
| 221 | Стоякино         | деревня | →0        | Торопацкое сельское поселение            |
| 222 | Студеница        | деревня | ↗92       | Торопацкое сельское поселение            |
| 223 | Суховарино       | деревня | →0        | Волокское сельское поселение             |
| 224 | Сысоево          | деревня | ↘0        | Андреапольское сельское поселение        |
| 225 | Теренино         | деревня | →0        | Андреапольское сельское поселение        |
| 226 | Торопаца         | село    | ↘165      | Торопацкое сельское поселение            |
| 227 | Триполево        | деревня | ↘47       | Луговское сельское поселение             |
| 228 | Троскино         | деревня | ↘6        | Андреапольское сельское поселение        |
| 229 | Угрюмово         | деревня | ↗16       | Андреапольское сельское поселение        |
| 230 | Ульянец          | деревня | →0        | Бологовское сельское поселение           |
| 231 | Ульянинки        | деревня | →0        | Бологовское сельское поселение           |
| 232 | Усадьба          | деревня | ↘0        | Аксёновское сельское поселение           |
| 233 | Фенево           | деревня | →0        | Аксёновское сельское поселение           |
| 234 | Филиппово        | деревня | ↘5        | Торопацкое сельское поселение            |
| 235 | Фишово           | деревня | ↘0        | Хотилицкое сельское поселение            |
| 236 | Хвостово         | деревня | →0        | Андреапольское сельское поселение        |
| 237 | Хотилицы         | село    | ↘256      | Хотилицкое сельское поселение            |
| 238 | Церковище        | деревня | ↘0        | Андреапольское сельское поселение        |
| 239 | Чернево          | деревня | ↘1        | Андреапольское сельское поселение        |
| 240 | Чернецово        | деревня | ↘0        | Андреапольское сельское поселение        |
| 241 | Чечетово         | деревня | ↗22       | Луговское сельское поселение             |
| 242 | Чириково         | хутор   | ↘1        | Хотилицкое сельское поселение            |
| 243 | Чистая Речка     | посёлок | ↘197      | Андреапольское сельское поселение        |
| 244 | Шапочкино        | деревня | →0        | Луговское сельское поселение             |
| 245 | Шарыгино         | деревня | ↘6        | Волокское сельское поселение             |
| 246 | Шатино           | деревня | ↘1        | Хотилицкое сельское поселение            |
| 247 | Шилово           | деревня | ↘1        | Луговское сельское поселение             |
| 248 | Шинкарево        | деревня | ↘10       | Луговское сельское поселение             |
| 249 | Ям               | деревня | ↘0        | Волокское сельское поселение             |
| 250 | Ямищи            | деревня | ↘1        | Луговское сельское поселение             |
| 251 | Яновищи          | деревня | ↘12       | Бологовское сельское поселение           |

Постановлением Правительства Российской Федерации от 15 сентября 1998 года новому посёлку было присвоено наименование «Чистая Речка».

## Экономика
За 2022 год оборот крупных и средних предприятий составил 921 650 тыс. рублей с ростом к предыдущему году 112%. В 2019 году в оборот вовлечено 56 га земель сельскохозяйственного назначения. Посевная площадь округа составила 7740 га.
Крупнейшими предприятиями округа являются:
- ООО «Андреапольский хлебокомбинат»;
- ООО «АМГ Интерьер» (производство мебели);
- ЛИУ-8 Костюшино ФСИН (лечебно-исправительное учреждение, производство трикотажа);
- ОАО «Андреапольский фарфоровый завод» (электрофарфор);
- ОАО «Андреапольское рыбное хозяйство» (пресноводное рыбоводство);

Сельское хозяйство включает в себя большое количество фермерских хозяйств мясо-молочной направленности.

## Социальная сфера
- Андреапольский межпоселенческий районный дом культуры
- Детско-юношеская спортивная школа
- Андреапольская  централизованная библиотечная система
- Детская школа искусств

## Достопримечательности
- Бросно (озеро)
- Исток реки Западная Двина
- Центрально-Лесной заповедник
- Бросненское чудовище
- Усадьба Кутузовых-Голенищевых
- Часовня над истоком Торопы
- Троицкая церковь (Луги)